# Esclerosi tuberosa

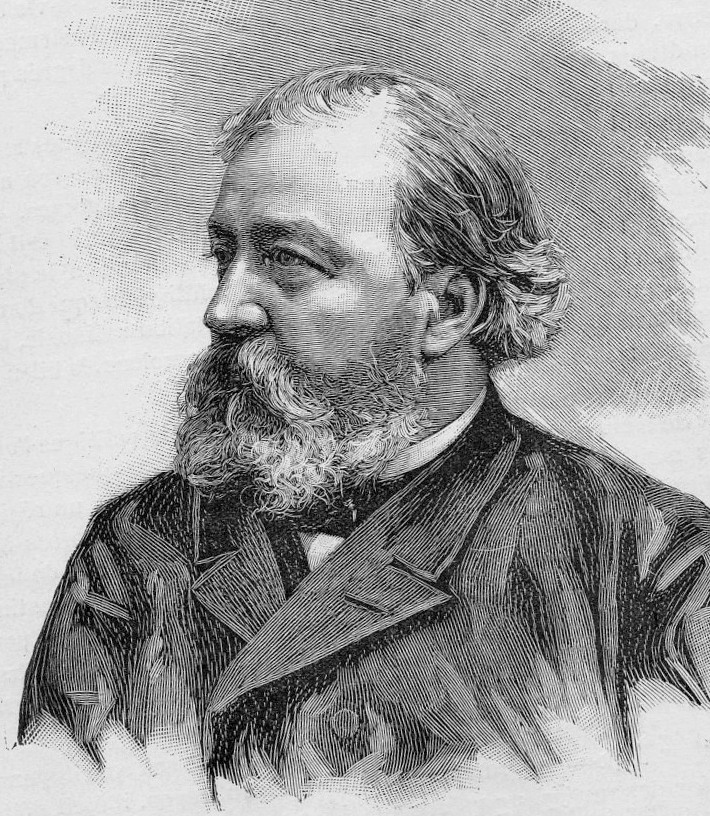
Désiré-Magloire Bourneville

L'esclerosi tuberosa (ET), coneguda també amb els noms de síndrome de Bourneville Pringle, tuberoesclerosi o epiloia, és una malaltia pediàtrica i d'origen genètic que consisteix en el creixement de tumors benignes i malformacions a diferents òrgans del cos humà (cervell, cor, ulls, pulmons, ronyons, pell, etc.). Va ser descoberta l'any 1880 per Désiré-Magloire Bourneville. L'afectació d'aquesta malaltia és molt variable, pot afectar un òrgan únicament o bé a diversos òrgans i tenir una presentació més severa.
Generalment, els tumors que es formen no són malignes. Menys d'un 2% dels individus diagnosticats d'ET desenvolupen tumors malignes.
Aquesta malaltia la trobem dins el grup de malalties anomenades síndromes neurocutànies. Les síndromes neurocutànies són aquells caracteritzats per l'associació d'alteracions neurològiques i manifestacions dermatològiques.

## Etiologia
La causa d'aquesta malaltia genètica, autosòmica dominant, amb una alteració de diversos gens. Avui en dia, alguns d'ells han estat identificats i altres encara no han estat detectats. Un percentatge elevat d'individus diagnosticats d'esclerosi tuberosa tenen alterat el cromosoma 9, el 16 o l'11.
Aquests cromosomes tenen una relació estreta i complexa en el procés de síntesi de dues proteïnes inhibidores tumorals, la tubarina i l'hamartina. Així doncs, si els cromosomes estan alterats, els gens són diferents i no es produeix la secreció de les proteïnes esmentades. Per tant, no es produeixen els inhibidors i incrementa l'aparició de tumors.

## Epidemiologia
La incidència d'aquesta malaltia és d'aproximadament 1 afectat per cada 6000 naixements. A escala mundial afecta entre 1 i 2 milions de persones, de diferents grups ètnics i dels dos sexes. Avui en dia, s'ha observat un petit increment del nombre de casos que els experts relacionen amb l'avanç de la medicina.

## Simptomatologia
La simptomatologia de l'ET és molt variable i pot afectar diverses parts de l'organisme.

### Alteracions neurològiques
- Crisis epilèptiques (92% dels casos)
- Retard mental: Aquest és degut als canvis en l'estructura del cervell a causa de l'aparició de tumors

- Símptomes motors: moviments involuntaris, incoordinació de moviments, hemiplègia, etc.
- Autisme
- Hiperactivitat
- Defectes corticals microscòpics: deguts a l'alteració de cèl·lules nervioses.

### Alteracions cutàneo-mucoses
- Taques hipocròmiques, acrònimes o taques no pigmentades
- Angiofibromes facials(70-80% dels casos): Aquests són formats per teixit vascular i connectiu. Consisteix en petites tumoracions
- Fibromes a les ungles: Aquestes es formen al costat o sota les ungles
- Plaques fibroses(cara, galtes, etc.)

### Afectació renal
- Quists renals
- Angiomiolipomes: Tumors benignes de teixit vascular, muscular i grassa. Generalment, es presenten de forma bilaterial, és a dir, als dos ronyons. Els angiomiolipomes poden provocar una simptomatologia específica: còlics, hematúria, baixada de pressió, etc. La ruptura d'un d'aquests angiomiolipomes,coneguda amb el nom de Síndrome de Wunderlich, pot provocar una descompensació renal a causa del sagnat, la qual cosa requereix assistència mèdica d'urgència.

### Afectació cardíaca
- Tumors cardíacs: aquests poden provocar insuficiència cardíaca o arrítmies.
- Rabdomiomes: poden causar obstrucció ventricular i ja es pot detectar en néixer. Generalment són benignes.

### Afectació vascular
- Displàsia

### Afectació pulmonar
- Poliquistosi: Consisteix en la formació de diversos quists als pulmons. És el símptoma pulmonar més freqüent.

### Afectació oral
- Lesions esquelètiques: Per exemplificar, llavi fissurat i hiperostosi.
- Plaques fibroses: Genives, llengua i llavis.

## Tractament
L'esclerosi tuberosa és una malaltia amb un gran ventall de símptomes. Per consegüent, no hi ha un tractament específic. Així doncs, el tractament consistirà a controlar els símptomes que van apareixent durant l'evolució d'aquesta. El tractament està condicionat a les manifestacions clíniques que presenta cada pacient.

### Manifestacions neurològiques
- Retard mental: Requereix educació especial segons grau de severitat.
- Crisis epilèptiques: Tractament mèdic per controlar les crisis.

### Manifestacions cutànies
- Angiofibromes: es poden eliminar mitjançant el làser.
- Rabdomiomes: desapareixen després de la pubertat. No cal cirurgia

Avui en dia, són dos els reptes que els investigadors s'han marcat amb relació a l'esclerosi tuberosa. Per una banda, conèixer exactament l'alteració genètica que es produeix als individus diagnòsticats d'ET. Per altra banda, trobar fàrmacs que evitïn les manifestacions clíniques de les persones afectades. S'estan intentant trobar molècules que substitueixin l'acció de la tubarina i hamartina,molècules responsables de l'ET.

## Diagnòstic
El diagnòstic d'ET es pot realitzar durant les diferents etapes de la vida d'un individu. En primer lloc, durant la lactància aquesta malaltia es pot presentar en forma d'espasmes en flexió i al mateix temps, taques a la pell. En segon lloc,durant la infància l'ET es presenta a través de crisis epilèptiques i angiofibromes facials. Finalment, a l'edat adulta la malaltia es pot presentar mitjançant l'afectació a diferents òrgans. Per exemple, alteracions renals.
Hii ha tota una sèrie de criteris que ens permeten fer el diagnòsitc de la malaltia. Aquests es presenten classificats en tres grups: primaris, secundaris i terciaris. Així doncs, podrem dir que una persona té ET si compleix: un criteri primari, dos secundari o un secundaris i dos terciaris.

### Criteris primaris
- Múltiples fibromes a les ungles.
- Angiofibromes facials.

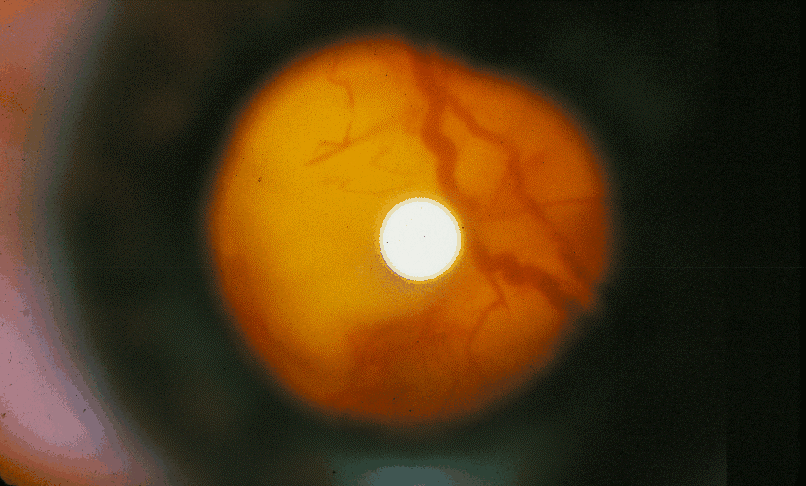
Tumor retinia

- Tubercles cortical confirmat histològicament.
- Astrocitomes retinals múltiples.

### Criteris secundaris
- Familiar de primer grau diagnosticat d'ET.
- Rabdomioma cardíaca, confirmat histològicament o radiològicament.
- Tubercles cerebrals.
- Placa fibrosa frontal.
- Taques acròniques a la retina.
- Angiomiolipoma renal, confirmats histològicament o radiològicament.
- Quists renals, confirmats histològicament.
- Taca a la pell" "de chagrin"

### Criteris terciaris
- Taques hipocròmiques a la pell.
- Quists renals, confirmats histològicament.
- Pòlips renals, confirmats histològicament.
- Quists òssis, confirmats histològicament.
- Linfangiomatosis pulmonar, confirmada radiològicament.
- Fibromes gingivals.
- Angiomiolipoma no renal, confirmat histològicament.
- Espames infantil.

Un cop s'ha diagnosticat l'ET cal fer tota una sèrie de proves complementàries per determinar el grau d'afectació de l'individu. Algunes de les proves que s'han de realitzar són:
- Estudis de neuroimatge: ecografia cerebral, Tomografia axial computeritzada (TAC).
- Estudis d'imatge renal: TAC, ressonància magnètica (RM).
- Estudis d'imatge cardíaca. ecografia cardíaca.
- Estudis fons d'ull.
- Estudis a familiars: Es faran estudis als familiars de primer grau. Per exemple, si un nen és diagnòsticat d'ET farem TAC, RM, ecografia renal...als pares i germans.

## Prevenció
L'Esclerosi tuberosa és una malaltia que no té un tractament específic i concret. Per això, s'ha d'actuar fent prevenció. En el cas d'antecedents familiars es recomana el consell genètic. En aquells embarassos en els quals hi ha un alt risc de transmissió es pot recórrer el diagnòstic prenatal.

## Pronòstic
Les expectatives de futur en els individus diagnosticats d'ET amb manifestacions lleus és positiu. Això no obstant, les persones afectades que presenten crisis epilèptiques, retard mental entre d'altres, tenen un pronòstic negatiu. L'ET és una malaltia molt variable i per això, el pronòstic dependrà de la severitat i grau d'afectació de la persona